# Psammisia coarctata
Psammisia coarctata là một loài thực vật có hoa trong họ Thạch nam. Loài này được (Ruiz & Pav.) A.C. Sm. miêu tả khoa học đầu tiên năm 1932.